# تیسبری (ماساچوست)
تیسبری، ماساچوست
تیسبری(به انگلیسی: Tisbury) شهرکی در شهرستان دوکز ایالت ماساچوست می‌باشد که در سال ۱۶۷۱ بنیان‌گذاری شده‌است. این شهرک در سرشماری سال ۲۰۱۰ میلادی، ۳٬۹۴۹ نفر جمعیت داشته‌است.